# Aleltu
Aleltu (en oromo : Alaltuu) est un woreda du centre de l'Éthiopie situé dans la zone Nord Shewa de la région Oromia. Peuplé de 53 414 habitants en 2007, il reprend la partie nord-est de l'ancien woreda Berehna Aleltu et s'appelle Aleltu comme son centre administratif.

## Géographie
Bordé à l'est par le woreda Hagere Mariam de la région Amhara,, Aleltu est entouré dans la région Oromia par Jida, Kembibit, Gimbichu et Bereh.
Limitrophe de la région Amhara et de la zone Est Shewa de la région Oromia dès sa création, il est désormais limitrophe de la zone spéciale Oromia-Finfinnee du fait du transfert de Bereh dans cette zone. Aleltu est depuis ce transfert l'extrémité sud de la zone Nord Shewa.
Ses principales agglomérations sont Aleltu et Fiche Gelila, également connue sous le nom de Fiche Genet, situées une soixantaine de kilomètres au nord-est d'Addis-Abeba sur la route en direction de Debre Berhan et Dessie.

## Population
Le recensement national de 2007 fait état pour ce woreda d'une population de 53 414 habitants dont 7 % de citadins.
Plus de 98 % des habitants sont orthodoxes et 1 % sont musulmans.
La population urbaine comprend les 2 934 habitants du centre administratif et 917 habitants à Fiche Gelila.
En 2022, la population du woreda est estimée à 77 280 personnes avec une densité de population de 152 personnes par km2 et 510 km2 de superficie.